# عبد الكريم زهور عدي
عبد الكريم زهور عدي (1335- 1405 هـ / 1917- 1985 م) باحث سوري وأديب لغوي، ووزير وبرلماني، ومن البعثيين القدامى، وأحد المشتغلين بالفلسفة والتصوف.

## ولادته وتحصيله
وُلد عبد الكريم بن محمد زهور عدي عام 1917م في حي الزنبقي بحماة، دخل المدرسة الابتدائية عام 1924 وتابع المرحلة الثانوية فحصل على (البكالوريا) الأولى فرع علمي عام 1935 في حماة، ثم (البكالوريا) الثانية قسم الرياضيات بتفوُّق في حلب عام 1936م.
ثم انتسب إلى دار المعلِّمين ودرس فيها سنتين، ليتولَّى بعدها التعليم في المدارس الابتدائية بمحافظة حماة حتى عام 1942م حين قُبل بدار المعلمين العليا بدمشق التي أوفدته مع نخبة من رفاقه عام 1943م إلى كلية الآداب بجامعة القاهرة (فؤاد الأول آنذاك) حيث التحق بقسم الفلسفة. وفي عام 1946م تخرَّج حائزًا على الإجازة في الفلسفة بتقدير ممتاز.

## عمله ووظائفه
عاد إلى سورية عام 1946م ليعمل في تدريس الفلسفة في ثانويات دير الزور وحماة، فدار المعلِّمات بحلب حتى عام 1954م.
تطوَّع عام 1947م بجيش الإنقاذ (فوج اليرموك) ليشارك بتحرير فلسطين، وخاض بعض المعارك وأصيب بطلق ناري في رقبته فأسعفه رفيقُه الذي كان يلازمه الدكتور فيصل الركبي وتركت الإصابة نُدبةً واضحة في رقبته. 
انتُخب مرتين نائبًا عن مدينة حماة في المجلس النيابي (مجلس الشعب) من عام 1954 إلى 1958م، في قائمة حزب البعث. وفي تلك المرحلة سُجن مع قادة الحزب عام 1953م لمعارضتهم حُكم الرئيس أديب الشيشكلي العسكري الذي كان يوصف بالديكتاتوري.
بعد قيام الوحدة مع مصر، عاد للتدريس في دار المعلِّمين بدمشق عامي 1958 و1959م، ثم اختير مديرًا لدار الكتب الظاهرية عام 1959 حتى 1963م، إضافة إلى عمله في التدريس بقسم الفلسفة في جامعة دمشق.
بعد انقلاب الثامن من آذار 1963م سمِّي عبد الكريم وزيرًا للاقتصاد، وشارك في محادثات الوحدة الثلاثية بين سوريا ومصر والعراق في القاهرة في مارس (آذار) وأبريل (نَيْسان) 1963م، ثم استقال في 16 نيسان ليتفرَّغ لإلقاء المحاضرات في قسم الفلسفة بكلية الآداب بجامعة دمشق من 1969 إلى 1975، وكانت محاضراته في الفلسفة اليونانية والتصوف الإسلامي.
واختير عام 1983م عضوًا في لجنة النشر العلمي في المجلس الأعلى للعلوم.

### مناصبه
- نائب في المجلس النيابي في قائمة حزب البعث بين 1954 و1958.
- وزير الاقتصاد عام 1963.

## في مجمع اللغة العربية
انتُخب عبد الكريم زهور عدي عضوًا في مجمع اللغة العربية بدمشق عام 1979م، في المحلِّ الذي شغَر بوفاة الدكتور جميل صليبا، وأقيمت حفلة استقباله بتاريخ 22 مايو (أيار) 1980م. الذي ألقى فيه رئيس المجمع الدكتور حسني سبح كلمةَ الاستقبال، والدكتور شاكر الفحام كلمة ضافية عن العضو الجديد، وألقى عبد الكريم كلمةً عن سلفه جميل صليبا. وقد أقيمت الحفلة في قاعة الأمير مصطفى الشهابي  بدار الكتب الظاهرية، وحضرها نخبة من رجال الفكر والثقافة وفي طليعتهم وزير التعليم العالي الدكتور أسعد عربي درقاوي.
شارك عبد الكريم في أعمال (لجنة المجلة والمطبوعات)، و(لجنة دراسة مخطوطات دار الكتب الظاهرية)، و(لجنة المخطوطات وإحياء التراث).
ونشط في نشر المقالات في مجلة المجمع، وقد بلغت 54 مقالًا فيما بين 1960 و1985م، بعضها في التراجم والتصوف، ومعظمها في التعريف بالكتب، إضافة إلى كلمته في حفلة استقباله عضوًا في المجمع.
وانتُخب عضوًا مؤازرًا في مجمع اللغة العربية الأردني سنة 1980م.

## آثاره
1. في الفكر السياسي: مدخل إلى علم السياسة، دار دمشق، 1963م.
2. وكتب عشرات المقالات في (مجلة مجمع اللغة العربية بدمشق)، و(صحيفة البعث) و(صحيفة القبس) و(مجلة المعرفة).[7]

## وفاته
توفي عبد الكريم زهور عدي في دمشق، يوم الثلاثاء 26 رجب 1405هـ الموافق 16  أبريل (نيسان) 1985م، ودُفن في مقبرة الدحداح في اليوم التالي 17 نيسان يوم ذكرى الاستقلال.